# Mustela nivalis numidica
Mustela nivalis numidica es una subespecie de  mamíferos carnívoros  de la familia Mustelidae subfamilia Mustelinae.

## Distribución geográfica
Está muy extendida en el norte de África (Argelia, Marruecos, Túnez)

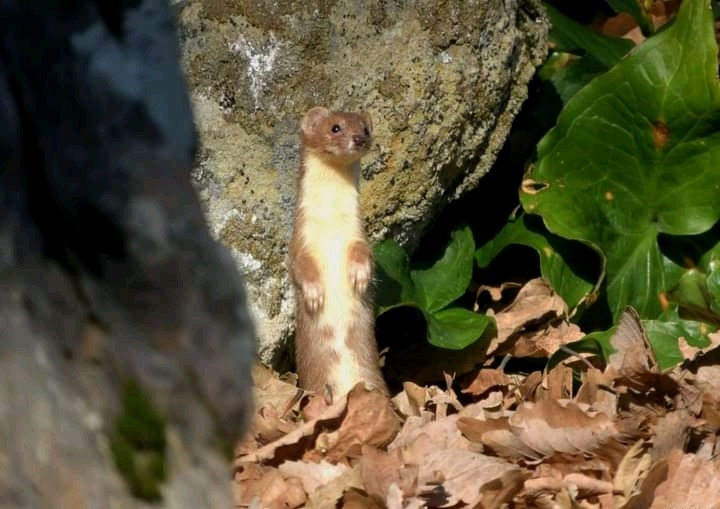
mustela nivalis numidica En el norte de Argelia, en provincia de Jijel

.